# Carmina Barrios
Josefina del Carmen Barrios Huertas (Sevilha, 20 de maio de 1953), mais conhecida como Carmina Barrios, é uma atriz espanhola.

## Biografia
Nascida no bairro de Triana, é filha de um militar conservador. Se casou com Antonio León, um taberneiro, e teve três filhos, os atores Paco León e María León, e Alejandro, que é militar como seu avô materno. Seu marido já está aposentado. Ele viveu grande parte de sua vida, juntamente com seus filhos, no bairro de Parque Alcosa.
Em 2012, tornou-se popular ao estrelar o filme escrito e dirigido por seu filho Paco León, Carmina o revienta. Recebeu a Bisnaga de Prata de melhor atriz na 15ª edição do Festival de Cinema Espanhol de Málaga em abril desse mesmo ano. O filme gira em torno da figura de Carmina e, nas palavras do próprio Paco León, é um retrato de sua mãe e algumas das histórias de sua vida.
Em 2013, participou do filme ¿Quién mató a Bambi ?, estreado em novembro, dirigido pelo sevilhano Santiago Amodeo e estrelado por Quim Gutiérrez, Ernesto Alterio e Clara Lago. No mesmo ano, Paco León deu inicio às filmagens da segunda parte do filme Carmina o revienta, intitulada Carmina y amén. Esta nova está mais centrada na ficção que na documental.

Em 2015, estreia a série Allí abajo, onde Carmina interpreta o papel de "Luci", junto a sua filha María León e outros atores, como Jon Plazaola e Mariano Peña.
Em 1 de janeiro de 2016, disponibiliza o primeiro vídeo no seu canal no YouTube chamado CarminaTube, no qual conta anedotas da sua vida, realiza desafios e tem conversas com diferentes personalidades do seu entorno. Em fevereiro de 2017, assinou com o Flooxer, plataforma de videos onde dará tutoriais, fará reflexões, igual que em seu canal do YouTube.

## Filmografia

### Cinema
| Ano  | Título                     | Papel           | Notas                                        | Diretor       |
| ---- | -------------------------- | --------------- | -------------------------------------------- | ------------- |
| 2012 | Carmina o revienta         | Carmina Barrios | Papel principal, junto a María León          | Paco León     |
| 2013 | Tenemos de todo            | Ela mesma       | Curta metragem                               | -             |
| 2013 | ¿Quién mató a Bambi?       | Tere            | Papel secundário                             | Santi Amodeo  |
| 2014 | Carmina y amén             | Carmina Barrios | Papel principal, junto a María León (actriz) | Paco León     |
| 2017 | Mil cosas que haría por ti | Madre de Ángel  | Papel secundário                             | Dídac Cervera |

### Televisão
| Ano           | Título     | Papel        | Notas                           |
| ------------- | ---------- | ------------ | ------------------------------- |
| 2015–presente | Allí abajo | Lucía "Luci" | Papel secundário (¿? episódios) |